# Haplomacrobiotus
Genre
Haplomacrobiotus est un genre de tardigrades de la famille des Hexapodibiidae.

## Liste des espèces
Selon Degma, Bertolani et Guidetti, 2016 :
- Haplomacrobiotus hermosillensis May, 1948
- Haplomacrobiotus utahensis Pilato & Beasley, 2005

## Taxinomie
Ce genre a été déplacé des Calohypsibiidae aux Isohypsibiidae par Bertolani, Guidetti, Marchioro, Altiero, Rebecchi et Cesari en 2014 puis aux Hexapodibiidae par Cesari, Vecchi, Palmer, Bertolani, Pilato, Rebecchi et Guidetti  en 2016.

## Publication originale
- May, 1948 : Nouveau genre et espèce de Tardigrade du Mexique : Haplomacrobiotus hermosillensis. Bulletin de la Société Zoologique de France, vol. 73, p. 95-97.